# 減給
減給（げんきゅう）とは、懲戒処分のひとつで一定の期間、一定の割合で賃金・俸給等を減額する処分である。賃金は労働者にとって生活の糧であることから、減給の期間や減ずる額について法令により制限されている。減俸（げんぽう）と称することもある。

## 企業における減給（減給の制裁）
民間企業が労働者に懲戒処分として減給を科す場合には、
あらかじめ就業規則にその内容、手続き等を定め（労働基準法第89条）、かつ、その就業規則を労働者に周知させておかなければならない（労働基準法第106条）。さらに、その減給は、1回の額が平均賃金の1日分の半額を超え、総額が一賃金支払期における賃金の総額の10分の1を超えてはならない（労働基準法第91条）。

## 公務員における減給
公務員の減給については国家公務員法（昭和22年法律第120号）第82条、地方公務員法（昭和25年法律第261号）第29条などの法律で懲戒処分として減給の処分を行うことができる旨の規定がある。なお、減給は一定期間が経過すれば元の給与月額に戻るが、降給は給与月額自体を下げる処分である。

### 国家公務員
国家公務員については、人事院規則（昭和27年人事院規則一二－○）第3条で「減給は、1年以下の期間、俸給の月額の5分の1以下に相当する額を、給与から減ずるものとする。」と規定されている。
なお、特別職国家公務員である自衛官や国会職員に対しては同様の規定が自衛隊法第47条や国会職員法第29条に明記されており、これにより処罰が行われる。

### 地方公務員
地方公務員については各地方公共団体が職員の懲戒の手続及びその効果に関する条例を定めて、減給の期間や減額の割合の限度について規定している。